# Waitr
Waitr Inc. — американская компания, представляющая собой онлайн-сервис заказа и доставки готовых блюд. Возникла в Лейк-Чарльзе, штат Луизиана, где была основана Крисом Мо при поддержке Университета штата МакНиз.

## История
Компания Waitr, Inc. была основана в Государственном университете Макниз под руководством Криса Мо. Она быстро распространила свою деятельность по Луизиане и югу США. В 2015 году Уэйтр нанял Кори Гриффина, исполнительного директора гамбургерной компании Griff, на должность главного операционного директора.
В 2018 году компания была приобретена в результате обратного поглощения за 308 млн долларов холдингом Lancadia Тильмана Фермитты, который является частью портфеля Fertitta Entertainment. В январе 2019 года Waitr приобрела Bite Squad, базирующуюся в Миннеаполисе, за 321 миллион долларов, что фактически удвоило размер Waitr. Основатель Bite Squad Киан Салехи проработал несколько месяцев после приобретения, прежде чем покинуть компанию.
В 2019 году компания объявила, что уволит всех своих водителей и перейдет на контрактную модель, аналогичную Grubhub и DoorDash. Этот шаг привел к увольнению 2300 водителей.
Карл Гримстад был назначен генеральным директором Waitr в 2020 году, и ему было поручено восстановить компанию после чистого убытка в размере 291 миллиона долларов США в 2019 году. Несмотря на значительное увеличение присутствия на рынке, которое она получила в результате приобретения Bite Squad, доля Waitr по-прежнему составляла всего 3% на рынке продуктов питания в США. рынок доставки. Гримстад сосредоточился на том, чтобы выделить компанию среди конкурентов, особенно DoorDash, Uber Eats и Grubhub.
В 2021 году Waitr сделала несколько крупных приобретений. В марте она купила службу доставки еды Delivery Dudes из Флориды примерно за 23 миллиона долларов США. Она приобрела три компании по обработке платежей и компанию по разработке программного обеспечения для торговых точек (POS), ориентированную на диспансеры каннабиса: ProMerchant, Flow Payments in March, Cape Cod Merchant Services и Retail Innovation Labs Inc, создателей Cova POS и инвентарных платформ, для 90 миллионов долларов США в декабре.
В январе 2022 года компания объявила, что позже в этом году она как можно скорее проведет ребрендинг, переименовавшись в ASAP, и сместит акцент на доставку вне ресторанов, особенно каннабиса. Компания рассчитывала начать поставки каннабиса в Канаду к концу года. Переименование и выплата в размере 4,7 млн долларов США стали частью мирового соглашения с Waiter.com, которая  ранее подала в суд на Waitr за нарушение прав на товарный знак. Компания Waiter.com была основана в 1995 году, а торговая марка была зарегистрирована в 2000 году, за 8 лет до основания Waitr.